# كلارنس أنغلين
كلارنس أنغلين (بالإنجليزية: Clarence Anglin)‏ هو مجرم أمريكي، ولد في 10 مايو 1931 في دونالسونفيل في الولايات المتحدة، و أختفى في 11 يونيو 1962.